# La scartocciata
L'opera conosciuta come La Scartocciata di Johann Zoffany è un dipinto ad olio su tavola (43,5 x 38 cm) eseguito nel 1778 e conservato presso la Galleria nazionale di Parma.

## Storia
L'opera è realizzata durante il breve soggiorno a Parma, durante il quale l'artista fu nominato nel 1778 Accademico d'onore della Ducale Accademia di Belle Arti, in seguito all'incontro con l'architetto Petitot, un affine interlocutore e fautore in ambito locale delle moderne istanze illuministe.
Un aspetto curioso, emerso con il restauro del dipinto, risulta essere la presenza di un'impronta digitale sulla gamba della figura col capello nero raffigurato in primo piano a sinistra. Questa è impressa con un colore scuro nella zona tra il polpaccio e la calza. Sarà la traccia di un pentimento dello stesso artista durante o dopo l'esecuzione della tavola.

## Descrizione
Il titolo del dipinto fa riferimento alla festa della scartocciatura del mais che veniva organizzata quando, dopo la raccolta, si toglievano le brattee o i cartocci dalle spighe. La festa aveva luogo nei pressi di Parma nel mese di ottobre di ogni anno. Si svolgeva la sera, sotto gli occhi del titolare dell'azienda agricola che serviva il pasto in tarda serata, seguito da musica e balli, accompagnati da uno o due violini.
L'autore del dipinto, Johann Zoffany assistette forse nel 1778 alla scartocciata organizzata nella villa dell'architetto della corte ducale, il francese Ennemond Petitot, a Marore, nei pressi di Parma.
La scena descritta nel quadretto di Zoffany rappresenta un ambiente campestre con i personaggi disposti su un semplice pavimento in mattoni. Oltre a contadini e musicisti, si vedono all'estrema sinistra della scena, un uomo vestito di nero, con parrucca bianca e bastone con impugnatura d'oro, probabilmente lo stesso architetto Petitot. Al centro del dipinto è rappresentato, inoltre un altro uomo vestito di nero con un foglio in mano, identificato come il fattore della tenuta. All'estrema destra un giovane uomo sogghignante soppesa con una mano un mazzo di pannocchie mature appese ad asciugare, mentre una contadina di mezza età, vestita di bianco con un cappello di filo ornato da un nastro rosa, suona il tamburello. In primo piano il gruppo dei violinisti seduti sono accompagnati da strumenti più popolari suonati dai due uomini in piedi: davanti un giovane sorridente, col cappello nero che batte con un bastone di legno su una ciotola, mentre in secondo piano l'altro suona una cornamusa a soffietto. Entrambi portano delle insegne d'argento che indicano il ruolo svolto in qualche confraternita religiosa.
L'atteggiamento di Zoffany, che rispecchia la propria apertura alla cultura illuminista, si impone per l'interesse meticoloso della descrizione dei volti, disegnati con espressioni e gesti delineati da una pennellata minuta e sottile e da un colore poco corposo formato da velature. Tutti i personaggi del quadro sono indagati con sottile oggettività ed il racconto, che abbonda di particolari, lontano da intenti aneddotici e di denuncia sociale, propone con forte realismo uno spaccato della classe subalterna locale.